# Baliosus nervosus
Baliosus nervosus är en skalbaggsart som först beskrevs av Georg Wolfgang Franz Panzer 1794.  Baliosus nervosus ingår i släktet Baliosus och familjen bladbaggar. Inga underarter finns listade i Catalogue of Life.

## Bildgalleri

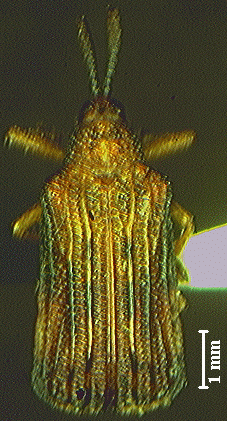